# Jet Airliner
Jet Airliner – jedyny singel promujący piąty album niemieckiego zespołu Modern Talking, Romantic Warriors. Singel został wydany 18 maja 1987 roku przez wytwórnię Hansa International.
Później ukazał się jako remiks na płytach:
- Back for Good (jako osobny utwór)
- Alone (jako dziewiąty w miksie utworów "Space Mix")
- The Final Album, na którym w wersji DVD pojawił się także teledysk z 1987 roku.

## Lista utworów
7" (Hansa 109 138) (BMG)	18.05.1987
| 1. | "Jet Airliner"                        | 4:16  |
|    |                                       |       |
| 2. | "Jet Airliner (Instrumental Version)" | 3:49  |
|    |                                       |       |
|    |                                       | 08:05 |
|    |                                       |       |
12" (Hansa 609 138) (BMG)	18.05.1987
| 1. | "Jet Airliner (Fasten-Seat-Belt-Mix)" | 5:53  |
|    |                                       |       |
| 2. | "Jet Airliner (Instrumental Version)" | 3:49  |
|    |                                       |       |
| 3. | "Jet Airliner (Radio Version)"        | 4:16  |
|    |                                       |       |
|    |                                       | 13:58 |
|    |                                       |       |

## Listy przebojów (1987)
| Państwo    | Najwyższe miejsce |
| ---------- | ----------------- |
| Niemcy     | 7                 |
| Austria    | 10                |
| Belgia     | 7                 |
| Dania      | 12                |
| Hiszpania  | 3                 |
| Grecja     | 4                 |
| Holandia   | 36                |
| RPA        | 16                |
| Szwecja    | 12                |
| Szwajcaria | 12                |
| Turcja     | 1                 |
| Polska     | 2                 |

## Autorzy
- Muzyka: Dieter Bohlen
- Autor tekstów: Dieter Bohlen
- Wokalista: Thomas Anders
- Producent: Dieter Bohlen
- Aranżacja: Dieter Bohlen
- Współproducent: Luis Rodriguez